# Doněcké národní akademické divadlo opery a baletu Anatolija Solovjanenka
Doněcké národní akademické divadlo opery a baletu Anatolija Solovjanenka (zkráceně Donbas Opera, rusky Донбасс Опера) je divadlo věnované opeře a baletu v ukrajinském městě Doněcku. Bylo založeno roku 1941 sloučením dosavadních divadel opery a baletu ve Vorošilovgradě a Vinnyci, od roku 2009 nese nynější oficiální název, avšak od roku 2012 používá zkrácený ruský název Donbas Opera. Stávající divadelní budova byla zkonstruována v letech 1936–1941 ve stylu socialistického realismu. Operní představení se hrají v původních jazycích děl, zejména ruštině, italštině a francouzštině. Je jedním z desíti ukrajinských divadel (z toho pěti operních a baletních), kterým byl přiznán statut „národního divadla“.

## Název divadla
- (1929/1930–1932 – Kočovná opera Levobřežní Ukrajiny a kočovná opera Pravobřežní Ukrajiny)
- (1932–1941 – Luhanské, někdy Vorošilovhradské divadlo opery a baletu)
- duben 1941–září 1947 – Doněcké ruské hudební divadlo (podzim 1942–duben 1944 v evakuaci)
- (leden–červen 1942 – Ukrajinské hudebně-dramatické divadlo)
- (červen 1942–červen 1943 – Městské divadlo opery a baletu)
- (červen 1943– duben 1944 – Frontová opera, Front-Oper)
- září 1947–1961 – Stalinské státní ruské divadlo opery a baletu
- 1961–1977 – Doněcké státní ruské divadlo opery a baletu
- 1977–1999 – Doněcké akademické státní divadlo opery a baletu
- 1999–2009 – Doněcké akademické státní divadlo opery a baletu A. B. Solovjanenka
- 2009–2012 – Doněcké národní akademické divadlo opery a baletu A. B. Solovjanenka
- od 2012 – Donbas Opera

## Historie

### Prehistorie – kočovná divadla a působení v Luhansku
Na přelomu 20. a 30. let 20. století vzniklo na Ukrajině několik kočovných divadel opery a baletu, které měly v menších městech Ukrajiny doplnit činnost tradičních městských divadel v Kyjevě, Oděse a Charkově. Vedle Státního dělnického operního divadla (DROT) zahájila 1. prosince 1929 inscenací Tarase Bulby Mykoly Lysenka činnost Státní ukrajinská pravobřežní opera (se základnou ve Vinnycji), přímý předchůdce doněckého divadla. Jejím ředitelem byl sbormistr S. Papa-Afanasopulo, s divadlem spolupracovali zejména režisér S. Kargalskyj, dirigent M. Verykivskyj, výtvarník A. Petrivskyj nebo choreografové V. Lytvynenko a Ju. Kovaljov. Mezi zajímavosti repertoáru pravobřežní opery patřila nová opera Karmeljuk Viktora Stepanovyče Kosenka nebo balet Ferendži Boryse Karlovyče Janovského.
Vedle Pravobřežní opery zahájila 1. listopadu 1930 inscenací Zlaté obruče Boryse Ljatošynského činnost Státní ukrajinská levobřežní opera (se základnou v Poltavě, řídil ji režisér S. Butovskyj a dirigent A. Jerofejev) a 1. září 1930 Aidou Giuseppe Verdiho Státní ukrajinská opera pro jižní Ukrajinu (se základnou v Chersonu, řídil ji režisér H. Bohdasarov a dirigent P. Janovskyj).
Na základě usnesení ÚV VKS(b) ze dne 23. dubna 1932 o organizaci divadelního života však došlo k reorganizaci těchto divadel v divadla stacionární: DROT byl usazen v Dněpropetrovsku a Pravobřežní opera byla vládním usnesením již 15. března 1932 předána Doněcké divadelní správě a určena pro obsluhu Doněcké pánve, jež procházela rychlou industrializací s růstem obyvatelstva; prozatímním působištěm se stal Luhansk (od roku 1935 Vorošilovgrad). Levobřežní a jihoukrajinská opera byly rozpuštěny a jejich personál posílil zbývající opery, zejména luhanskou a dněpropetrovskou (např. šéfdirigent levobřežní opery Alexandr Gavrilovič Jerofejev se stal šéfdirigentem luhanské opery).
Ředitelem Luhanského divadla opery a baletu se stal režisér Nikolaj Nikolajevič Bogoljubov. Svou první sezónu zahájilo nové divadlo 1. září 1932 premiérou opery Kníže Igor Alexandra Porfirjeviče Borodina. Mezi spolupracovníky divadla patřili vedle Bogoljubova a Jerofejeva například dirigent Max Kupper, režisér Alexander Zdichovskij, choreograf Mark Cejtlin nebo výtvarníci Oles Vlasjuk a Eduard Ljachovič. Luhanské divadlo bylo malé, scéna i orchestřiště umožňovaly představení spíše komorních rozměrů. Přesto k roku 1935 v divadle pracovaly již tři soubory sólistů a navíc 40členný sbor, 45členný balet a 45členný orchestr, celkem 225 zaměstnanců.
Na rozdíl od kočovných předchůdců, jejichž repertoár i inscenace byly mnohdy inovativní, sázely inscenace v době působení divadla v Luhansku na jistotu. Operní repertoár tvořily vesměs tituly ruské a evropské klasiky (Petr Iljič Čajkovskij: Piková dáma, Evžen Oněgin; Anton Rubinstein: Démon; Modest Petrovič Musorgskij: Boris Godunov; Nikolaj Andrejevič Rimskij-Korsakov: Carská nevěsta; Georges Bizet: Carmen, Charles Gounod: Faust, Jacques Offenbach: Hoffmannovy povídky, Giuseppe Verdi: Rigoletto, Traviata, Aida; Giacomo Puccini: Madame Butterfly; Ruggero Leoncavallo: Komedianti, Gioacchino Rossini: Lazebník sevillský), výjimečně i ukrajinské klasiky (Semen Hulak-Artemovskyj: Záporožec za Dunajem). Až v roce 1937 byla uvedena první soudobá opera, a to Tichý Don Ivana Ivanoviče Dzeržinského. V rychlém sledu následovaly další: Dzeržinského Rozrušená země, Křižník Potěmkin Olesi Semenovyče Čyška a konečně Perekop trojice autorů Julije Serhijovyče Mejtuse, Vsevoloda Petrovyče Rybalčenka a Mychajla Dmytrovyče Tietze, který se stal nejúspěšnější inscenací roku 1939.
Soudobější, i když převážně osvědčenými tituly tvořený byl repertoár baletu: Rajmonda Alexandra Glazunova, Červený mák Reinholda Glièra, Ferendži Boryse Janovského aj.

### Doněcké divadlo do konce druhé světové války
V roce 1936 se začala ve městě Stalinu stavět, v rámci celkové rekonstrukce města jako centra Doněcké uhelné pánve, nová velká divadelní budova. Původně byla zamýšlena pro činoherní divadlo, které již ve Stalinu působilo, později však bylo rozhodnuto, že bude předána hudebnímu divadlu, které dosud pracovalo ve Vorošilovgradě ve stísněných podmínkách.
Nový soubor vznikl v listopadu 1940 především z umělců zrušeného operního divadla ve Vorošilovhradě (kde nastoupil činoherní soubor) a z opery ve Vinnyci, která byla roku 1940 zrušena, když funkci kulturního centra západní Ukrajiny převzal po svém obsazení sovětskou armádou Lvov; základ orchestru tvořili členové Stalinské oblastní filharmonie. Prvním ředitelem doněckého divadla se stal operní režisér Josif Lapickij, jeden z hlavních propagátorů zásad Konstantina Sergejeviče Stanislavského v hudebním divadle. Soubor tvořili mj. dirigenti Je. M. Šechtman a A. F. Kovalskij, režisér A. A. Zdichovskij, scénografové E. I. Ljachovič a P. I. Zločevskij, z interpretů Jurij Sabinin, Naděžda Lotockaja, Alexander Martyněnko, Pavel Nikitěnko, Tamara Sobeckaja, Tamara Podolskaja. Divadlo neslo v prvních letech název Doněcké ruské hudební divadlo, který vyjadřoval jeho regionální působnost (celá Doněcká pánev, nikoli jen město Stalino) i ruskojazyčnost – všechna ostatní operní divadla na Ukrajině byla oficiálně ukrajinskojazyčná.
Faktické fungování zahájila doněcká opera v nově budově 12. dubna 1941 premiérou opery Michaila Ivanoviče Glinky Ivan Susanin. Pod tímto názvem se od roku 1939 uváděla, v textovém přepracování splňujícím normy stalinistické estetiky, opera Život za cara a doněcká inscenace – s několikasetčlenným sborem a monumentální výpravou včetně koní a vozů – učinila více než zadost požadavkům stalinské pompéznosti. Následovali Gounodův Faust, Massenetův Werther, Zlatý kohoutek Rimského-Korsakova, Leoncavallovi Komedianti, Rossiniho Lazebník sevillský, 7. srpna pak první baletní představení – Laurencia Alexandra Abramoviče Krejna s Ninou Gončarovovou v titulní roli. Premiéru opery Vladimira Michajloviče Jurovského Duma o Opanasovi zmařilo vypuknutí války mezi SSSR a Německem.
20. října 1941 bylo Stalino okupováno německými a italskými vojsky. Těsně předtím bylo jádro divadelního souboru evakuováno do Kyrgyzstánu, a to nejprve do vesnice Sazanovky (od roku 1942 Anaňjevo) a od června 1942 pak do města Prževalsku. Tam připravovalo „nová představení a tematické koncertní programy, prostoupené vlasteneckým patosem, idejemi bratrství a družby sovětských národů“. S nimi divadlo navštěvovalo vojenské oddíly a nemocnice. Pravidelně zajíždělo hrát do kyrgyzského hlavního města Frunze. Ztenčený personál, zejména nepočetný orchestr a sbor, umožňovaly jen skromnější inscenace jako Záporožec za Dunajem, Lysenkova Natalka Poltavka, Čajkovského Carevniny střevíčky, Evžen Oněgin, La traviata, Planquettovy Zvonky cornevillské.
Operní divadlo však nepřestalo působit ani v domovském Stalinu (resp. Jusowce). Od 25. prosince začalo znovu pracovat pod názvem Ukrajinské hudebně-dramatické divadlo a 1. ledna 1942 otevřelo svou sezónu Záporožcem za Dunajem. Ředitelem divadla se stal režisér mnichovské opery Toni Graschberger. Okupační správa udržovala divadlo v chodu a ještě v červenci roku 1943 bylo přejmenováno na Front-Oper; v září 1943 pak bylo město osvobozeno sovětskými vojsky. Trvalo do dubna následujícího roku, než se evakuovaná část divadla zhostila svých povinností u vojska a vrátila se do Stalina. V srpnu 1944 pak zahájilo doněcké operní divadlo, jehož ředitelem se stal Alexander Zdichovskij, znovu činnost premiérou Borodinova Knížete Igora.

## Poválečné sovětské období
V poválečných letech sdílelo operní a baletní divadlo budovu se Stalinským hudebním divadlem (zaměřeným na operetu) a hrálo v ní jen 10, později i jen 6 dní měsíčně; po zbytek doby hostovalo v různých městech regionu. Tomu byl přizpůsoben provoz i poměrně úzký repertoár. Teprve roku 1961 získalo operetní divadlo vlastní budovu a operně-baletní divadlo mohlo hrát více ve svém hlavním působišti.
Tato etapa divadla je spojena se jménem Alexandra Alexandroviče Zdichovského, který byl jeho hlavním režisérem v letech 1944–1968 a uvedl na 70 operních inscenací. V divadle začínal v 50. letech zdejší rodák, tenorista Anatolij Borisovič Solovjaněnko, a baryton Jurij Alexandrovič Guljajev.
Stalinské divadlo bylo tehdy zváno laboratoří sovětské opery. Jeho repertoár obohatila v 50. letech řada soudobých děl stylu socialistického realismu: opět Dzeržinského Tichý Don, Chrennikovova opera V bouři, Enkeho Ljubov Jarova, Daňkevyčův Bohdan Chmelnický, Kabalevského Tarasova rodina, Žukovského Z celého srdce. Náměty některých děl byly přímo svázány s regionem: tak měla roku 1950 v divadle premiéru konečná verze Mejtusovy Mladé gardy, odehrávající se na Donbasu za druhé světové války, a roku 1960 zde uvedl v Tádžikistánu žijící skladatel A. S. Lenskij svou operu Doněcká minulost. Největší proslulost, avšak z jiných než uměleckých důvodů, si získala hned první opera, jež měla světovou premiéru v Stalinu – Velké přátelství od gruzínského skladatele Vana Muradeliho. Právě ideologické výtky vůči této námětově i umělecky nevýbojné opeře se staly základem pro známé usnesení ÚV VKS(b) z 10. února 1948, které pod záminkou boje proti formalismu a na základě tezí A. A. Ždanova vedlo ke druhé vlně represí stalinského režimu proti umělcům včetně například Dmitrije Šostakoviče, Sergeje Prokofjeva, Arama Chačaturjana nebo Boryse Ljatošynského.

Šedesátá léta jsou pak dobou uvolnění, kdy mimo jiné na repertoár pronikají díla Sergeje Prokofjeva (Zásnuby v klášteře, Semjon Kotko); mezi nejvýznamnější inscenace tohoto období patřil Verdiho Don Carlos.
Baletní soubor vedl po válce nejprve choreograf A. A. Girman; již jeho první choreografie, Bachčisarajská fontána na hudbu Borise Asafjeva, se udržela na repertoáru 38 let, úspěch měla i Lileja (Daňkovyč) a Labutí jezero (Čajkovskij). Roku 1948 byla u divadla založena taneční škola. V letech 1949–1954 většinu choreografií (líbivě tradičních) dělal M. D. Cejtlin, pak se choreografové střídali. Repertoár sestával vedle tradičních kusů z řady děl sovětského moderního baletu (Glièrův Červený mák, Jarullinův Šurale, Prokofjevovův Kamenný kvítek, Chačaturjanův Spartacus…) a roku 1957 uvedli skladatel Vadym Homoljaka a choreograf A. Ja. Berdovskij na scénu poprvé havířský kolektiv v baletu Černé zlato. Hlavní hvězdou stalinského/doněckého baletu v této době zůsala Nina Gončarovová.
Činnost doněcké opery v 70. a 80. letech určovali především režisér Jevgenij Ivanovič Kušakov a dirigenti Ihor Vasylovyč Lacanyč a Taras Ostapovyč Mykytka, kteří uvedli řadu klasických, ale na Ukrajině dosud nebo dlouho nehraných oper, například Mozarta a Salieriho od Rimského-Korsakova, Mozartova Dona Giovanniho, Orffovu Chytračku, Pucciniho Děvče ze Západu nebo Giordanovu operu Andrea Chénier. Mezi nejslavnější zpěváky tohoto období patřili zejména tenorista Nikolaj Semjonovič Momot, barytonista Gennadij Georgijevič Kalikin a sopranistky Tamara Alexejevna Lagunovová a Raisa Samsonovna Kolesnikovová.
Na počátku 70. let 20. století uvedla doněcká opera několik původních premiér. Nejvýznamnější byla roku 1972 monumentální opera-oratorium Deset dnů, které otřásly světem ukrajinského skladatele Marka Karminského. Na scéně se objevilo až 300 účinkujících a opera pronikla na různé scény Sovětského svazu i do jiných zemí sovětského bloku (včetně Československa). Následovalo roku 1973 historické drama Jaroslav Moudrý od Julije Mejtuse a roku 1976 opera Vitalije Hubarenka Skrz plamen s námětem z revolučních dějů na Donbasu. V pozdějších letech však už úplné novinky uváděny nebyly a současné ukrajinské opery se na repertoár nedostávaly; výjimku tvořila romantická Nezrazená láska Levka Koloduba, uvedená roku 1985 vzápětí po oděské premiéře.
Od 70. let se rovněž rozvíjela kulturní výměna s jinými republikami Sovětského svazu a jeho satelitů. V této řadě byla v prosinci 1973 úspěšně uvedena opera Antonína Dvořáka Čert a Káča. Podílel se na ní tým z pražského Národního divadla v čele s režisérem Přemyslem Kočím a scénografem Oldřichem Šimánkem. Šimánek se podílel i na inscenaci Gluckova Orfea a Eurydiky spolu s umělci z NDR. Ve spolupráci s jerevanským operním divadlem zase vznikla inscenace komické opery Kapka medu (Sajat-Nova) Alexandra Aruťunjana (1920–2012).
Balet se v této době čím dál více soustředil na klasické tituly. Hlavními choreografy byli v této době S. M. Tulubjeva, od roku 1978 V. K. Škilko.
2. listopadu 1977 bylo divadlu za zásluhy o rozvoj sovětského umění uděleno přízvisko „akademické“ a v roce 1983 získalo Čestnou cenu prezídia Nejvyššího sovětu Ukrajinské SSR.

## Od rozpadu Sovětského svazu do 2012
Pád komunistického režimu, rozpad Sovětského svazu a zavedení tržního hospodářství měly na doněcké operní divadlo podobný dopad jako na většinu ostatních v regionu – výrazný pokles podpory z veřejných prostředků, konec organizovaných návštěv, odchod zpěváků a hudebníků do zahraničního angažmá, ale i větší konkurenci ostatních divadel a jiných médií v otevřené informační společnosti. Samotný Donbas navíc procházel hospodářským útlumem a divadlo nemělo u obecenstva takové zázemí jako v měšťanštějších metropolích Kyjevě, Lvově nebo Oděse. Dotkla se jej i státní příslušnost k nezávislé Ukrajině, ale jazyková otázka (doněcké divadlo bylo jedinou oficiálně ruskojazyčnou operou na území Ukrajiny) ztratila na významu zavedením praxe uvádění oper v originálních jazycích.
Ekonomickou situaci řešilo divadlo hojným hostováním v zahraničí, především v Itálii, Španělsku, Portugalsku, jakož i pořádáním festivalů a účastí na nich. Tomu byl do velké míry přizpůsoben repertoár, který se soustředil na všeobecně známá díla italské opery (Verdi, Puccini). Rovněž sbor divadla začal jezdit na samostatné zájezdy do zahraničí a nastudoval k tomuto účelu populární sborové skladby (Orffovy Carmina burana, Verdiho Rekviem apod.).
Umělecký rozvoj doněckého divadla v tomto období je však nejvíce spojen s baletem. Roku 1992 při něm byla založena významná choreografická škola, kterou vede národní umělec Ukrajiny Vadim Pisarev. Od roku 1994 se konal každoroční festival Hvězdy světového baletu (Звёзды мирового балета), ke kterému od roku 2004 přistoupil i Mezinárodní festival dětských baletních souborů Grand Pas (Гран Па). I baletní soubor vystupoval hojně na zahraničních zájezdech a soustředil se na inscenace známých baletů v klasickém provedení.
V roce 1999 zemřela legenda doněckého divadla, tenorista Anatolij Solovjaněnko, a 4. prosince téhož roku udělila vláda jeho jméno doněckému opernímu divadlu.
V prvním desetiletí 21. století se začala hospodářská i umělecká situace divadla zlepšovat. Značný umělecký i politický význam měla záslužná inscenace Bohdana Chmelnického od Kosťantyna Daňkevyče v roce 2005 (ke 100. výročí Daňkevyčova narození); posloužila k rehabilitaci tohoto vzorového díla sovětské epochy a zároveň k nastolení otázek vztahu Ruska a Ukrajiny v současné geopolitické situaci. 26. listopadu 2009 udělil prezident Viktor Juščenko doněckému opernímu divadlu titul „národní“, čímž se zařadilo mezi nejprestižnější ukrajinská divadla, po bok tradičních operních divadel v Kyjevě, Charkově, Oděse a Lvově. Vrcholem uměleckých snah se stala inscenace Wagnerova Bludného Holanďana ke 200. výročí skladatelova narození. Moderní inscenace, na níž se podílel německý inscenační tým v čele s režisérkou Marou Kurotschkovou, se stala výkladní skříní divadla, které ji s úspěchem představilo v Kyjevě, Lvově, Oděse i v Německu.

## Doněcké divadlo od roku 2014
Válka na východní Ukrajině trvající od dubna roku 2014 se zásadně dotkla fungování Doněckého operního divadla, nicméně na rozdíl od velké části jiných kulturních institucí zůstala Donbas Opera – na příkaz ruské okupační vlády i z iniciativy umělců a publika – v provozu. Samotná budova divadla nebyla v průběhu bojů výrazně poškozena, zničena však byla značná část dekorací (včetně těch k Bludnému Holanďanovi), jejichž sklad nacházející se poblíž Doněckého letiště byl v bitvě využit jako opěrný bod separatistických oddílů a stal se cílem palby provládních sil. Ze zaměstnanců divadla se žádný nestal obětí války, přesto soubor divadla přišel přibližně o třetinu zaměstnanců, kteří opustili Doněck z bezpečnostních, většinou kvůli svému ukrajinsko-židovskému původu, někdy politických nebo ekonomických důvodů (výplaty zaměstnancům se staly velmi nepravidelné). Mezi nimi byla řada pěveckých i baletních sólistů, všichni čtyři dirigenti i všichni operní režiséři, velká část sboru atd. Velkou ranou divadlu byla smrt jeho generálního ředitele Vasilije Ivanoviče Rjabeňkého v říjnu 2014.
Divadlo ukončilo sezónu 2013/2014 předčasně a neprovedlo tak již svou poslední chystanou premiéru – Verdiho Maškarní ples. Sezónu 2014/2015 zahájilo 4. října Straussovou operetou Netopýr. Repertoár se omezil na díla, která bylo možné i ve ztížených podmínkách inscenovat (se zvýšeným podílem operet a představení pro děti), a na koncerty. Kvůli bezpečnosti i energetickým úsporám se představení konala v odpoledních hodinách o víkendech. Rovněž baletní škola Vadima Pisarenka byla v říjnu 2014 znovu otevřena, avšak baletní festival se konat nemohl.
7. listopadu 2014 převzal kolektiv divadla od ukrajinské vlády prestižní cenu Tarase Ševčenka za inscenaci Bludného Holanďana. Koncem roku 2014 věnovala divadlu sumu 1 milionu rublů světoznámá operní pěvkyně Anna Netrebko; tato událost vyvolala pozornost médií, protože sama umělkyně předala sumu zástupcům ruské okupační vlády a pózovala přitom pro fotografie před teroristickou vlajkou Novoruska. V divadle vystupovali zdarma někteří ruští umělci, baletní soubor divadla naopak hostoval na Urale.
Fungování ukrajinského operního divadla v Doněcku v průběhu bojů se stalo předmětem zájmu řady světových médií.

## Světové premiéry národního akademického divadla opery a baletu
- 1947 (27. září) – Velké přátelství (Великая дружба / Велика дружба), opera Vana Muradeliho
- 1950 – Mladá garda (Молодая гвардия / Молода гвардія, 2. verze), opera Julije Mejtuse
- 1955 (1956?) – Trh v Soročincích (Сорочинская ярмарка / Сорочинський ярмарок), balet Vadyma Homoljaky
- 1957 – Černé zlato (Черное золото / Чорне золото), balet Vadyma Homoljaky
- 1959 (1962?) – Kocour v botách (Кот в сапогах / Кіт у чоботях), balet Vadyma Homoljaky
- 1960 – Doněcká minulost (Донецкая быль / Донецьке минуле), opera Alexandra Stěpanoviče Lenského (1910–1978)
- 1964 – Oksana (Оксана), balet Vadyma Homoljaky
- 1972 – Deset dnů, které otřásly světem (10 дней, которые потрясли мир / 10 днів, що сколихнули світ), opera Marka Karminského
- 1973 (3. března) – Jaroslav Moudrý (Ярослав Мудрый / Ярослав Мудрий), opera Julije Mejtuse
- 1976 – Skrz plamen (Сквозь пламя / Крізь полум'я), opera Vitalije Hubarenka

## Architektura divadla

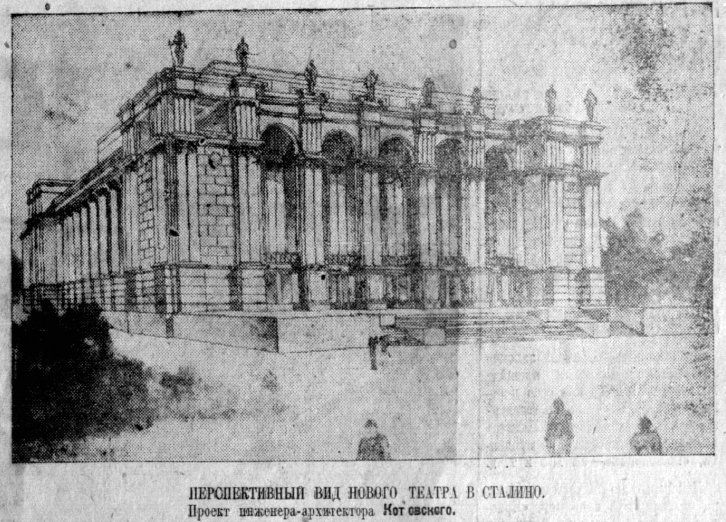
Původní projekt divadla architekta L. I. Kotovského

V roce 1936 byla ve spojitosti s rekonstrukcí města zahájena stavba budovy divadla opery a baletu, původně však projektované pro činoherní divadlo. Hlavním architektem stavby byl Ljudvig Ivanovyč Kotovskyj a celkový dohled nad stavbou vykonával Solomon Davidovyč Kroll. V průběhu stavby bylo úpřijato rozhodnutí, že budova bude předána opernímu a baletnímu divadlu a činoherní divadlo bude mít vlastní působiště. Následkem toho byly v projektu provedeny odpovídající změny.
Základy stavby byly vyhloubeny ručně (lopatami), přičemž byly hluboké, protože zde byly projektovány podzemní garáže (později se tyto prostory využily pro divadelní dílny). Stavbyvedoucími byli N. K. Miljutin a G. I. Šapov. Na stavbu divadla bylo vyčleněno 6,2 miliónu sovětských rublů, ale tato částka nestačila a celkové náklady vzrostly na 9 256 200 rublů. Otevření divadla bylo plánováno na 23. února 1941 ke Dni Rudé armády a námořnictva, avšak tento termín byl promeškán a divadlo zahájilo činnost až 12. dubna 1941, s věnováním Svátku práce.
Budova divadla je postavena ve stylu sovětského novoklasicismu (socialistického realismu) typickém pro 30.–50. léta 20. století. Vstupy se nalézají po třech stranách divadla. Hlediště i foyer jsou vybaveny dekorativními detaily. Hlediště bylo původně koncipováno pro 1300 míst k sezení, v současnosti je to 976 míst. Nad balkóny a galeriemi hlediště i v samostatných nikách ve foyer jsou rozmístěny busty skladatelů, básníků a dramatiků a dekorativní vázy.
Divadlo má mechanizované jeviště, jehož hlavní plocha zabírá 560 m². Jeho točna unese zátěž až 75 tun.
V roce 2013 byl zveřejněn projekt generální rekonstrukce a restaurace divadelní budovy. V důsledku vojensko-politické situace nebyly práce dosud započaty.

## Repertoár
V roce 2015 byly na repertoáru ukrajinského divadla uváděna tato díla (jen díla označená * však byla během sezóny 2014/2015 fakticky hrána):
- Ruská opera:
  - Petr Iljič Čajkovskij: Evžen Oněgin*, Jolanta*
- Ukrajinská opera:
  - Semen Hulak-Artemovskyj: Záporožec za Dunajem
  - Mykola Lysenko: Natalka Poltavka
  - Kosťantyn Daňkevyč: Bohdan Chmelnický
- Italská opera:
  - Gaetano Donizetti: Nápoj lásky
  - Ruggero Leoncavallo: Komedianti
  - Giacomo Puccini: Bohéma*, Madam Butterfly*, Turandot
  - Gioacchino Rossini: Lazebník sevillský*, Manželství na směnku, Malá slavnostní mše
  - Giuseppe Verdi: Aida, Falstaff, Nabucco, Maškarní ples, Othello, Rigoletto*, La traviata*, Rekviem
- Francouzská opera:
  - Georges Bizet: Carmen*
- Německá opera:
  - Wolfgang Amadeus Mozart: Divadelní ředitel
  - Richard Wagner: Bludný Holanďan
- Operety:
  - Emmerich Kálmán: Mister X* (tj. Cirkusová princezna), Silva* (tj. Čardášová princezna)
  - Franz Lehár: Veselá vdova*
  - Johann Strauss mladší: Netopýr*
- Dětská představení:
  - Vladimir Baskin: Dvanáct měsíčků*
  - Igor Jakušenko: Žabka carevna*, Čaroděj se smaragdového města*
  - Igor Poklad: Jak kozáci krotili zmije
  - Antonio Spadavecchia: Popelka*

Odhlédneme-li tedy od dětských oper a operet, byla na repertoáru jen jediná opera žijícího autora nebo autora zemřelého před méně než 100 lety.
- Balety:
  - Bajadéra (Ludwig Minkus)
  - Cipollino (Karen Chačaturjan)
  - Don Quijote (Ludwig Minkus)
  - Francesca da Rimini (na hudbu P. I. Čajkovského)
  - Giselle* (Adolphe Adam)
  - Korzár* (Adolphe Adam)
  - Labutí jezero (P. I. Čajkovskij)
  - Lesní píseň (Mychajlo Skorulskyj)
  - Louskáček* (P. I. Čajkovskij)
  - Peer Gynt (na hudbu Edvarda Griega)
  - Romeo a Julie (Sergej Prokofjev)
  - Spartakus (Aram Chačaturjan)
  - Sylfidy (na hudbu Fryderyka Chopina)
  - Šípková Růženka (P. I. Čajkovskij)
  - Tisíc a jedna noc* (Fikret Amirov)
  - Zvoník od Matky Boží* (tj. Esmeralda, Cesare Pugni)